# Classe Grom
La classe Grom è stata una classe di cacciatorpediniere appartenenti alla marina militare polacca, entrata in servizio immediatamente prima della seconda guerra mondiale. Era costituita da due unità, Grom (colpo di tuono) e Błyskawica (fulmine).

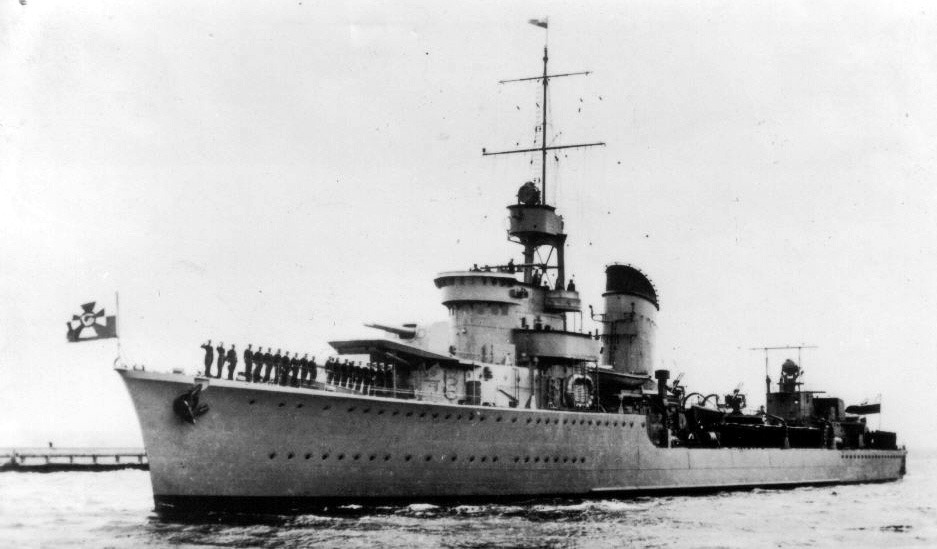
La ORP Grom prima della guerra

Nonostante la marina polacca avesse già acquisito dei cacciatorpediniere francesi negli anni trenta, decise di acquisire unità più pesanti, e venne fatto un ordine al cantiere J. Samuel White, di Cowes, per due unità da oltre 1900t simili a quelli britannici della classe Tribal. Le navi vennero impostate nel 1935 e varate nel 1937, ed erano tra le più veloci e meglio armate unità del genere prima della guerra. Entrambe fuggirono in Inghilterra all'inizio dell'invasione della Polonia da parte tedesca, e combatterono con gli Alleati.
Il Grom andò perso, affondato il 4 maggio 1940 nell'Ofotfjord vicino a Narvik, durante una missione di supporto navale di fuoco, colpito da una bomba di aereo che fece esplodere un siluro spezzando in due la nave. Il Błyskawica combatté per tutta la guerra con bandiera ed equipaggio polacchi, inquadrato in una squadriglia di cacciatorpediniere della Royal Navy, la 10th Destroyer Flotilla; la nave partecipò a fine 1945 all'Operazione Deadlight, l'affondamento di oltre 100 U-Boot catturati dagli Alleati dopo la resa della Germania; tornò in Polonia nel dopoguerra e dal 1º maggio 1976 fu destinato a nave museo a Gydnia.